# 남궁영 (1962년)
남궁 영(南宮 英, 1962년 4월 24일 ~ )은 대한민국의 공무원이며, 한국자산관리공사 상임이사이다. 본관은 함열 남궁씨이다.

## 생애
서울대학교를 졸업하고 1985년 제20회 기술고시에 합격하여 공직에 입문했다.
2016년 11월부터 충청남도 행정부지사를 역임했다. 2018년 3월 6일 안희정 충청남도지사가 사퇴하면서 6월까지 충청남도지사 직무대행 직책을 겸했다.
2019년 2월 명예퇴직을 하고, 준정부기관 한국자산관리공사 공공개발본부장으로 자리를 옮긴다.

## 학력
- 대전고등학교
- 서울대학교 농생물학 학사
- 서울대학교 행정대학원 행정학 석사

## 경력
- 1985년: 제20회 기술고시 합격
- 2006년 1월 ~ 2007년 1월: 자치인력개발원 파견
- 2007년 1월 ~ 2007년 12월: 충청남도청 혁신정책기획관
- 2007년 12월 ~ 2009년 1월: 도청이전추진본부장
- 2009년 1월 ~ 2011년 6월: 충청남도청 총무과 해외연수
- 2011년 6월 ~ 2013년 2월: 충청남도청 경제통제실장
- 2013년 2월 ~ 2013년 6월: 충청남도청 기획관리실장 직무대행
- 2013년 6월 ~ 2015년 1월: 충청남도청 기획관리실장
- 2015년 1월 ~ 2015년 6월: 지방행정연수원 기획부장
- 2015년 6월 ~ 2015년 11월: 행정자치부 과거사관련업무지원단 단장
- 2015년 11월 ~ 2016년 5월: 행정자치부 기획조정실 정책기획관
- 2016년 5월 ~ 2016년 11월: 행정자치부 대변인
- 2016년 11월 ~ 2019년 2월: 제12대 충청남도 행정부지사
- 2018년 3월 ~ 2018년 6월: 충청남도지사 권한대행
- 2019년 2월 26일 ~ 2023년 3월: 한국자산관리공사 상임이사
- 2023년 3월 ~ : 세종인재평생교육진흥원장

| 전임 윤종인 | 제12대 충청남도 행정부지사 2016년 11월 30일 ~ 2019년 2월 6일 | 후임 김용찬 |

| 전임 안희정 | 충청남도지사 권한대행 2018년 3월 7일 ~ 2018년 6월 30일 | 후임 양승조 |